# Cantico di una vita
Cantico di una vita è un libro del Premio Nobel Rita Levi-Montalcini, con cui la celebre neuroscienziata ha reso pubbliche alcune delle sue lettere (208) inviate in Italia ai familiari, quando viveva e lavorava negli Stati Uniti d'America tra il 1939 ed il 1974. Era stata la sorella gemella Paola -"la Pa' adorata"- a custodire gelosamente il voluminoso carteggio (all'incirca 1500 lettere), per poi essere ritrovato in una cassetta nello scantinato della sua abitazione a Torino.
Da questo libro traspare non solo un amore smisurato che la Levi-Montalcini nutre per la ricerca scientifica, ma  anche uno spaccato di vita quotidiana di ciò che è stato il suo percorso esistenziale. Stralci di scrittura privata, che testimoniano l'impegno individuale che procede di pari passo col lavoro pubblico della ricerca scientifica nonché dei problemi sociali. Particolarmente toccanti le lettere che indirizza alla madre Adele, al nipote Emanuele e, soprattutto, alla gemella Paola, a cui il libro è dedicato.

## In esergo
(Cantico dei Cantici - III,4)

## Edizione
- Rita Levi-Montalcini, Cantico di una vita - Raffaello Cortina, pagg.270, 2000. ISBN 8870786668.